# Valeriu Gagiu
Valeriu Gagiu (auch Valeriu Gajiu; russisch Валериу Георгиевич Гажиу/Waleriu Georgijewitsch Gaschiu; * 1. Mai 1938 in Chișinău; † 21. Dezember 2010 ebenda) war ein sowjetisch-moldauischer Regisseur, Filmproduzent und Drehbuchautor.

## Leben
Nach seinem Schulabschluss im Jahr 1956 besuchte er zunächst das Pädagogische Institut in seiner moldauischen Heimatstadt Kischinjow, bevor er sich 1957 am Gerassimow-Institut für Kinematographie in Moskau einschrieb. Sein Studium dort schloss er 1963 ab, im selben Jahr erschien sein erster Kurzfilm, Uliza sluschajet (Die Straße hört mit). Bereits 1961 hatte er am Drehbuch von Tschelobek idjot sa solnzem mitgewirkt, 1966 erschien mit Gorkije sjorna sein erster eigener Film, bei dem er sowohl das Drehbuch verfasste, als auch Regie führte. Anschließend übernahm Gagiu in zahlreichen weiteren Filmen Regie und verfasste Drehbücher, so etwa 1980 in Gde ty, ljubow? mit Sofija Rotaru in der Hauptrolle. 2010 starb Gagiu 72-jährig in seiner Heimatstadt. Im selben Jahr war er als Volkskünstler des nun unabhängigen Moldaus ausgezeichnet worden.

## Filmografie (Auswahl)
- 1962: Der Sonne nach (Tschelowek idjot sa solnzem) (Drehbuch)
- 1963: Uliza sluschajet (Kurzfilm)
- 1966: Gorkije sjorna
- 1970: Wsryw samedlennogo deistwija
- 1976: Po woltschemu sledu
- 1980: Gde ty, ljubow?
- 1986: Tanistwenny usnik
- 1991: Uliza pogasschich fonarei